# 诸葛虪
诸葛虪（？—？），琅邪阳都人，诸葛恢的次子，诸葛甝、诸葛衡、诸葛文彪、诸葛文熊的兄弟。因诸葛恢讨伐王含有功，被东晋政府加封为建安伯，将诸葛恢之前的爵位博陵亭侯转封给诸葛虪，为关内侯。